# Orienta (Oklahoma)
Orienta è una piccola comunità non incorporata situata all'incrocio tra la U.S. Highway 60 e la U.S. Highway 412 nella contea di Major, nell'Oklahoma. È situata a nord di Fairview, a est delle Glass Mountains e a sud del fiume Cimarron. L'ufficio postale fu istituito il 12 marzo 1901 e prese il nome dalla Kansas City, Mexico and Orient Railway lungo la quale fu costruita.